# Гид-гиды
Гид-гиды, или хьют-хьюты (лат. Pteroptochos), — род птиц из семейства топаколовых (Rhinocryptidae). Распространены в Чили и Аргентине. Родовое название Pteroptochos происходит от греч. πτερον — «крыло» и греч. πτωχος — «бедный».

## Места обитания
Естественные места обитания варьируются от засушливых скалистых районов с кустарниками и кактусами до вальдивских лесов. Встречаются как в вечнозелёных широколиственных лесах, так и в листопадных буковых лесах.

## Описание
Птицы среднего размера, длиной от 23 до 25 см и массой от 95 до 185 г, с длинными ногами и большими пальцами с длинными когтями. Обычно держат хвост приподнятым.
Представители рода питаются насекомыми, которых они ловят в лесной подстилке, а также семенами и ягодами.

## Классификация
В состав рода включают три вида:
| Изображение | Русское название        | Научное название                                 | Распространение                   |
| ----------- | ----------------------- | ------------------------------------------------ | --------------------------------- |
|             | Коричневогорлый гид-гид | Pteroptochos castaneus Philippi & Landbeck, 1864 | Чили и провинция Неукен Аргентины |
|             | Черногорлый гид-гид     | Pteroptochos tarnii (King, 1831)                 | Чили и западная Аргентина         |
|             | Усатый гид-гид          | Pteroptochos megapodius Kittlitz, 1830           | Чили                              |